# Elecciones al Parlamento Europeo de 2024 (Portugal)
Las elecciones al Parlamento Europeo de 2024 en Portugal se llevaron a cabo el 9 de junio de 2024, para elegir a la delegación portuguesa en el Parlamento Europeo de 2024 a 2029. Esta elección tuvo lugar solo tres meses después de las elecciones legislativas del 10 de marzo de 2024, que resultaron en una victoria muy estrecha para la Alianza Democrática, por lo que fue vista como una "segunda ronda" de las elecciones de marzo.
El Partido Socialista (PS) se posicionó levemente por delante de la Alianza Democrática (AD), aunque el resultado casi reflejó el resultado, también muy estrecho, de las elecciones legislativas de marzo de 2024. En términos de escaños, los socialistas tuvieron una pérdida neta de uno, ganando 8, mientras que la AD mantuvo sus 7 escaños ganados en 2019. Fue la primera elección nacional, en el Portugal democrático, en la que una mujer encabezó la lista de su partido hasta la victoria.
El principal derrotado en las elecciones fue Chega! (CH), reuniendo menos del 10% y ganando solo dos escaños, un resultado muy por debajo del 18% de los votos en las elecciones de marzo. La Iniciativa Liberal (IL) obtuvo un buen resultado, un 9% y 2 escaños, además de una votación muy cercana a CHEGA. El Bloque de Izquierda (BE) y la Coalición Democrática Unitaria (CDU) perdieron un terreno considerable, reuniendo solo el 4,2% y el 4,1%, respectivamente, y manteniendo ambos un escaño, mientras que Livre, aunque aumentó su votación, no logró ganar un escaño. Personas-Animales-Naturaleza (PAN) tuvo un mal desempeño, perdiend o su único escaño y quedando detrás de la derechista Alternativa Democrática Nacional (ADN).  Por primera vez en 20 años, la participación electoral aumentó con un total del 36,6%.

## Resultados
| Candidatura           | Candidatura                            | Votos      | %      | ±     | Escaños | ±           |
| --------------------- | -------------------------------------- | ---------- | ------ | ----- | ------- | ----------- |
|                       | Partido Socialista (PS)                | 1 268 915  | 32,11  | 1,92  | 8       | 1           |
|                       | Alianza Democrática (AD)               | 1 229 895  | 31,12  | -     | 7       | Sin cambios |
|                       | Chega! (CH)                            | 387 068    | 9,79   | 8,30  | 2       | 2           |
|                       | Iniciativa Liberal (IL)                | 358 811    | 9,08   | 8,20  | 2       | 2           |
|                       | Bloco de Esquerda (BE)                 | 168 107    | 4,25   | 5,58  | 1       | 1           |
|                       | Coalición Democrática Unitaria (CDU)   | 162 630    | 4,12   | 2,77  | 1       | 1           |
|                       | Livre (L)                              | 148 572    | 3,76   | 1,93  | 0       | Sin cambios |
|                       | Alternativa Democrática Nacional (ADN) | 54 120     | 1,37   | 0,89  | 0       | Sin cambios |
|                       | Personas-Animales-Naturaleza (PAN)     | 48 006     | 1,21   | 3,87  | 0       | 1           |
|                       | Volt Portugal (VP)                     | 9 445      | 0,24   | Nuevo | 0       | Nuevo       |
|                       | Levántate (E)                          | 8 302      | 0,21   | 0,28  | 0       | Sin cambios |
|                       | Reaccionar-Incluir-Reciclar (RIR)      | 6 407      | 0,16   | Nuevo | 0       | Nuevo       |
|                       | Nueva Derecha (ND)                     | 6 361      | 0,16   | Nuevo | 0       | Nuevo       |
|                       | Movimento Alternativa Socialista (MAS) | 5 016      | 0,13   | 0,07  | 0       | Sin cambios |
|                       | Partido de la Tierra (MPT)             | 4 558      | 0,12   | Nuevo | 0       | Nuevo       |
|                       | Partido del Trabajo Portugués (PTP)    | 4 312      | 0,11   | 0,14  | 0       | Sin cambios |
|                       | Nosotros, Ciudadanos! (NC)             | 4 246      | 0,11   | 0,94  | 0       | Sin cambios |
| Votos nulos           | Votos nulos                            | 77 208     | 1,95   | 4,98  | n/a     | n/a         |
| Votantes              | Votantes                               | 3 951 979  | 100,00 |       | 21      |             |
| Electores registrados | Electores registrados                  | 10 789 781 | 36,63  | 5,88  |         |             |